# Liste der Biografien/Meyers
Liste der Biografien |
Portal Biografien |
Personensuche
# |
A |
B |
C |
D |
E |
F |
G |
H |
I |
J |
K |
L |
M |
N |
O |
P |
Q |
R |
S |
T |
U |
V |
W |
X |
Y |
Z |
?
 
Ma |
Mb |
Mc |
Md |
Me |
Mf |
Mg |
Mh |
Mi |
Mj |
Mk |
Ml |
Mm |
Mn |
Mo |
Mp |
Mq |
Mr |
Ms |
Mt |
Mu |
Mv |
Mw |
Mx |
My |
Mz
 
Mea–Mee |
Mef |
Meg |
Meh |
Mei |
Mej |
Mek |
Mel |
Mem |
Men |
Meo |
Mep |
Mer |
Mes |
Met |
Meu |
Mev |
Mew |
Mex |
Mey |
Mez
 
Meyb |
Meyd |
Meye |
Meyf |
Meyg |
Meyh |
Meyi |
Meyj |
Meyk |
Meyl |
Meyn |
Meyo |
Meyp |
Meyr |
Meys |
Meyt |
Meyz
 
Meyen |
Meyer
 
Meyer, A |
Meyer, B |
Meyer, C |
Meyer, D |
Meyer, E |
Meyer, F |
Meyer, G |
Meyer, H |
Meyer, I |
Meyer, J |
Meyer, K |
Meyer, L |
Meyer, M |
Meyer, N |
Meyer, O |
Meyer, P |
Meyer, R |
Meyer, S |
Meyer, T |
Meyer, U |
Meyer, V |
Meyer, W |
Meyer, Y |
Meyer, Z |
Meyerb |
Meyerd |
Meyere |
Meyerf |
Meyerh |
Meyeri |
Meyerl |
Meyerm |
Meyern |
Meyero |
Meyerr |
Meyers
Die Liste der Biografien führt alle Personen auf, die in der deutschsprachigen Wikipedia einen Artikel haben. Dieses ist eine Teilliste mit 46 Einträgen von Personen, deren Namen mit den Buchstaben „Meyers“ beginnt.

## Meyers
- Meyers Taylor, Elana (* 1984), US-amerikanische Bobsportlerin
- Meyers, Al (1908–1976), US-amerikanischer Flugpionier
- Meyers, Albert I. (1932–2007), US-amerikanischer Chemiker
- Meyers, Ann (* 1955), US-amerikanische Basketballspielerin und Sportreporterin
- Meyers, Anne Akiko (* 1970), US-amerikanische Violinistin
- Meyers, Ari Benjamin (* 1972), amerikanischer Komponist und Künstler
- Meyers, Augie (* 1940), US-amerikanischer Musiker
- Meyers, Benjamin Franklin (1833–1918), US-amerikanischer Politiker
- Meyers, Bob (1924–2014), kanadischer Eishockeyspieler
- Meyers, Daniel (* 1983), britischer Eishockeyspieler
- Meyers, Dave (* 1972), US-amerikanischer Musikvideo- und Filmregisseur
- Meyers, Emerson (1910–1990), US-amerikanischer Komponist, Pianist und Musikpädagoge
- Meyers, Franz (1908–2002), deutscher Politiker (CDU), MdL, MdBFranz Meyers (1908–2002)

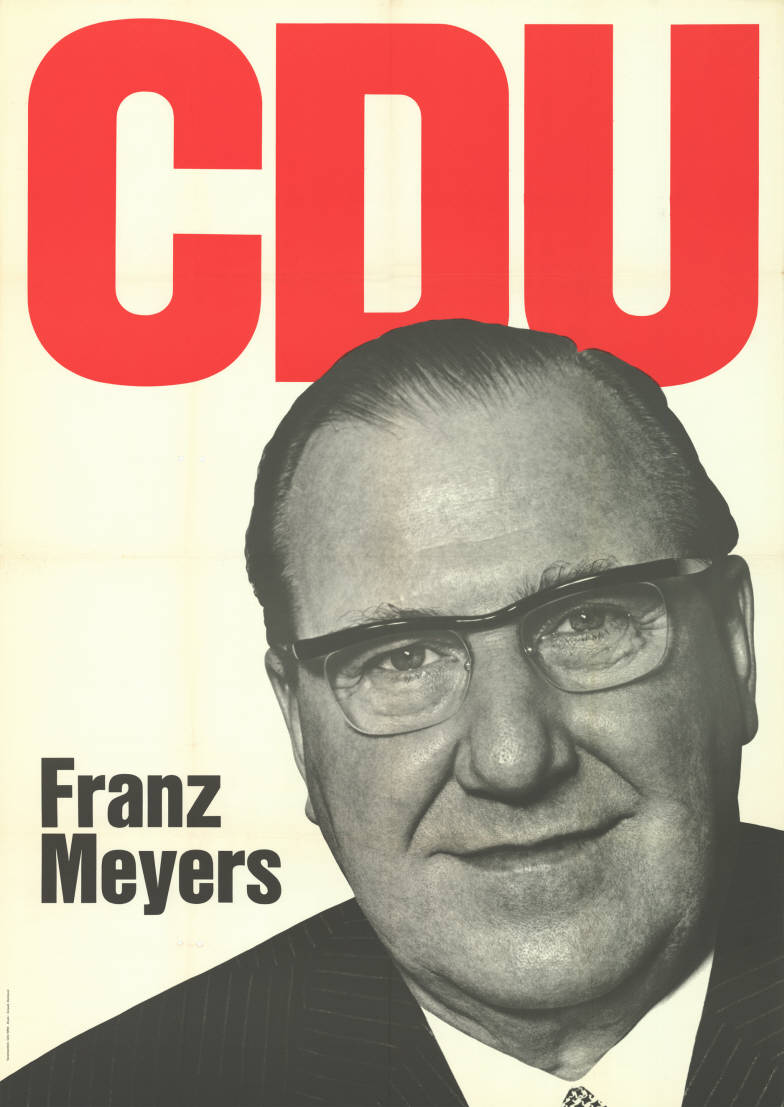
Franz Meyers (1908–2002)

- Meyers, Fritz (1919–1996), deutscher Schriftsteller, Mundart-Autor und Sagenforscher
- Meyers, Hans (1912–2013), deutscher Künstler und Autor
- Meyers, Harrie (1879–1928), niederländischer Radrennfahrer
- Meyers, Heinrich (1938–2000), deutscher Politiker (CDU), MdL
- Meyers, Jakobi (* 1996), US-amerikanischer Footballspieler
- Meyers, Jan (1928–2019), US-amerikanische Politikerin
- Meyers, John (1880–1975), US-amerikanischer Schwimmer und Wasserballspieler
- Meyers, Josh (* 1976), US-amerikanischer Schauspieler, Autor und Stand-Up Comedian
- Meyers, Josh (* 1985), US-amerikanischer Eishockeyspieler
- Meyers, Katya (* 1980), US-amerikanische Triathletin
- Meyers, Krystal (* 1988), US-amerikanische christliche Rocksängerin
- Meyers, Lemke († 1594), Frau, die aufgrund des Vorwurfs der Hexerei hingerichtet wurde
- Meyers, Marc, US-amerikanischer Regisseur, Produzent und Drehbuchautor
- Meyers, Mary (1946–2024), US-amerikanische Eisschnellläuferin
- Meyers, Nancy (* 1949), US-amerikanische Regisseurin, Filmproduzentin und DrehbuchautorinNancy Meyers (* 1949)

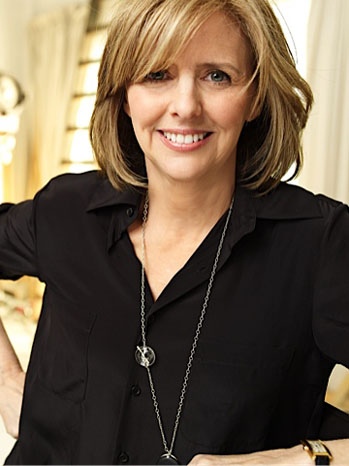
Nancy Meyers (* 1949)

- Meyers, Norman George (* 1930), US-amerikanischer Mathematiker
- Meyers, Pascal (* 1969), luxemburgischer Radrennfahrer
- Meyers, Reinhard (* 1947), deutscher Politikwissenschaftler
- Meyers, Scott (* 1959), US-amerikanischer Softwareentwickler
- Meyers, Seth (* 1973), US-amerikanischer Schauspieler, Synchronsprecher, Produzent und ComedianSeth Meyers (* 1973)

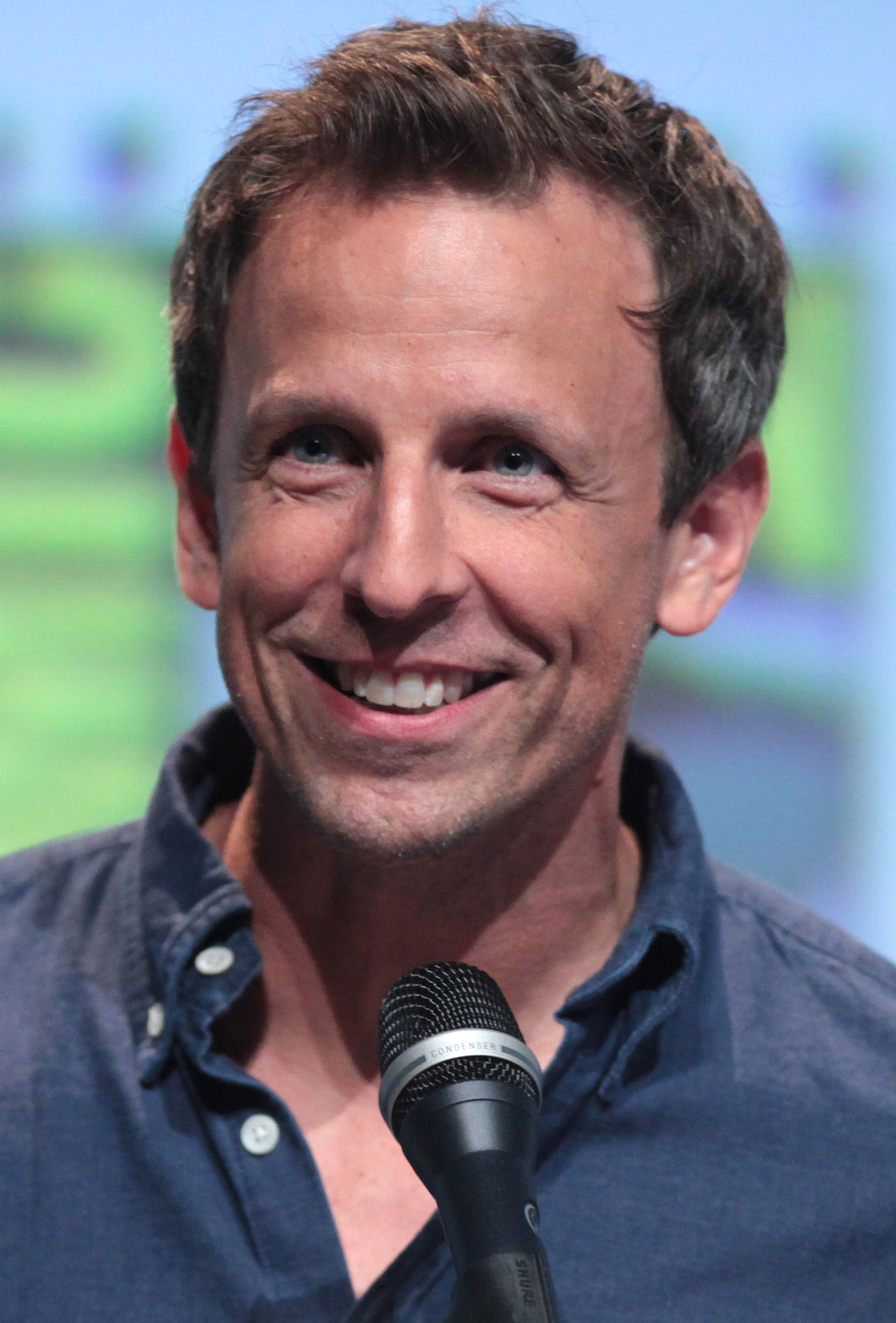
Seth Meyers (* 1973)

- Meyers, Shep (1936–2009), US-amerikanischer Jazzpianist, Komponist und Arrangeur
- Meyers, Sidney (1906–1969), US-amerikanischer Regisseur, Drehbuchautor und Filmeditor
- Meyers, Victor Aloysius (1897–1991), US-amerikanischer Politiker
- Meyers, William (1943–2014), südafrikanischer Boxer
- Meyers-Platen, Paul (1885–1951), deutscher Landrat

### Meyersa
- Meyersahm, Hans (1867–1951), deutscher Lehrer

### Meyersb
- Meyersburg, Friedrich († 1893), deutscher Rechtsanwalt und Kommunalpolitiker

### Meyersf
- Meyersfeld, Bernhard (1841–1920), deutscher Bankier und Mäzen jüdischen Glaubens

### Meyerso
- Meyerson, Adi (* 1991), US-amerikanische Jazzmusikerin (Bass)
- Meyerson, Alan (* 1958), US-amerikanischer Musikproduzent und Tontechniker
- Meyerson, Émile (1859–1933), Chemiker und Wissenschaftsphilosoph

### Meyersp
- Meyerspeer, Walther (1905–1979), deutscher Maler und Buchillustrator

### Meyerst
- Meyerstein, Moritz (1808–1882), deutscher Mechaniker